# Janhagel

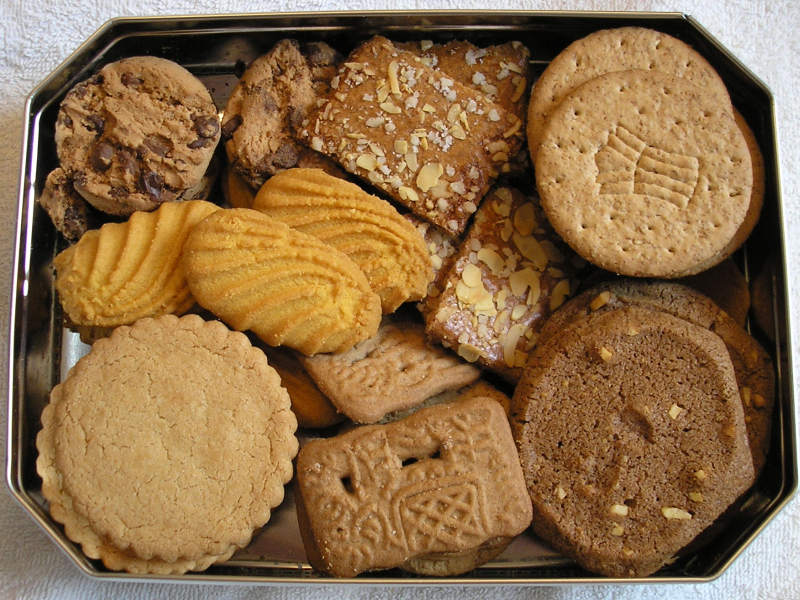
Koektrommel, met janhagel boven in het midden, tussen chocolate chip-koekjes, spritskoekjes, Deldense moppen, speculaasjes en biscuitjes.

Janhagel (ook als Jan Hagel gespeld) is een koekje dat al sinds de achttiende eeuw gebakken wordt. Het is een rechthoekig koekje van speculaas bedekt met grove suiker (de 'hagel') en eventueel amandelschaafsel. Het is een oude specialiteit, die nog steeds door banketbakkers gebakken wordt. Daarnaast is janhagel ook in de supermarkt te koop.

## Scheldwoord
Janhagel is ook een scheldnaam voor het gewone volk, het gepeupel. De term wordt veelvuldig gebezigd door Markies de Canteclaer in de Bommelsaga. Hij bestond al in de zeventiende eeuw en heeft waarschijnlijk zijn oorsprong in verwensingen als "de hagel sla hem". De janhagel verwijst dus naar de 'gewone man' die zich grof uit. In de Tweede Wereldoorlog werden in Nederland NSB'ers die dienst deden als landwachter voor Jan Hagel uitgemaakt vanwege hun bewapening met jachtgeweren.